# Гвідо Карбоні
Гвідо Карбоні (італ. Guido Carboni, нар. 27 січня 1963, Ареццо, Італія) — італійський футболіст, що грав на позиції нападника. По завершенні ігрової кар'єри — тренер.
Виступав, зокрема, за клуби «Беневенто» та «Сієна».

## Ігрова кар'єра
Вихованець футбольної школи клубу «Ареццо». Дорослу футбольну кар'єру розпочав 1980 року в основній команді того ж клубу, в якій провів два сезони, взявши участь у 22 матчах чемпіонату.
Своєю грою за цю команду привернув увагу представників тренерського штабу клубу «Беневенто», до складу якого приєднався 1982 року. Відіграв за команду з Беневенто наступний сезон своєї ігрової кар'єри.
Згодом з 1983 по 1986 рік грав у складі команд клубів «Озімана» та «Черретезе».
1986 року уклав контракт з клубом «Монтеваркі», у складі якого провів наступні чотири роки кар'єри гравця. Більшість часу, проведеного у складі «Монтеваркі», був основним гравцем атакувальної ланки команди.
З 1990 року два сезони захищав кольори команди клубу «Емполі». Граючи у складі «Емполі» також здебільшого виходив на поле в основному складі команди. З 1992 року два сезони захищав кольори команди клубу «Сієна». Тренерським штабом нового клубу також розглядався як гравець «основи».
Протягом 1994—1996 років захищав кольори клубів «Джорджоне» та «Монтеваркі». Завершив ігрову кар'єру у клубі «Альянезе», за команду якого виступав протягом 1996—1998 років.

## Кар'єра тренера
Розпочав тренерську кар'єру відразу ж по завершенні кар'єри гравця, 1998 року, очоливши тренерський штаб клубу «Альянезе». 2000 року став головним тренером команди «Дженоа», тренував генуезький клуб один рік.
Згодом протягом 2000—2001 років очолював тренерський штаб клубу «Дженоа». 2004 року прийняв пропозицію попрацювати у клубі «Барі». Залишив команду з Барі 2006 року.
Протягом одного року, починаючи з 2007, був головним тренером команди «Авелліно». 2011 року був запрошений керівництвом клубу «Емполі» очолити його команду, з якою пропрацював до 2012 року.
З 2013 і по 2014 рік очолював тренерський штаб команди «Беневенто». 2015 року став головним тренером команди «Робур Сієна», тренував клуб зі Сієни один рік.
Протягом тренерської кар'єри також очолював команди клубів «Ольбія», «Піза», «Вітербезе», «Кротоне», «Ріміні» та «Фрозіноне».
Наразі останнім місцем тренерської роботи був клуб «Юве Стабія», головним тренером команди якого Гвідо Карбоні був протягом 2017 року.